# Plug and Play Dagestan
Plug and Play Dagestan — бизнес-инкубатор, специализирующийся на развитии технологических стартапов в Республике Дагестан. Plug and Play Dagestan представляет крупнейший американский бизнес-акселератор Plug and Play. Штаб-квартира компании расположена в штате Калифорния, в Кремниевой долине США. Неформальная сеть Plug and Play включает более 300 технологических стартапов, 180 инвесторов и сообщество ведущих университетов и корпораций. Проект Plug and Play Dagestan реализуется благотворительным фондом содействия развитию культурных, образовательных и социальных проектов «ПЕРИ» российского бизнесмена Зиявудина Магомедова. Бизнес-инкубатор занимается развитием молодежного предпринимательства в сфере технологий, предоставлением доступа к актуальным знаниям в области IT и расширением возможностей для успеха стартапов из Дагестана.
ИТ-инкубатор представляет собой рабочее пространство в 600 м², с 19 рабочими местами, оборудованное компьютерной техникой Apple, проектором, и подключённое к высокоскоростному Интернету.

## История
Plug and Play Dagestan основан в 2013 году благотворительным фондом «ПЕРИ». Открытие бизнес-инкубатора прошло 20 сентября 2013 года в Дагестанском государственном техническом университете. В открытии приняли участие основатель Plug&Play USA Саид Амиди, министр связи и массовых коммуникаций России Николай Никифоров, президент Дагестана Рамазан Абдулатипов, председатель совета директоров группы «Сумма» Зиявудин Магомедов.
Директором Plug and Play Dagestan является Михаил Бланк.

## Деятельность
Plug and Play Dagestan отбирает перспективные проекты в области IT и оказывает им поддержку на всем «пути» — от формализации идеи до нахождения инвестора.
В первом отборе было получено 38 заявок, из них отобрано три проекта, которые получили рабочие места, менторов и возможность презентовать свой проект инвесторам через 6 месяцев. Первыми резидентами Plug and Play Dagestan стали стартапы Ohmybarter, Omniposter и Meet. Ohmybarter — это сервис объявлений по купле-продаже товаров и услуг с возможностью бартерных сделок и максимально простым интерфейсом. Omniposter — сервис для облегчения одновременной публикации новостей в социальные сети. Meet — геолокационное мобильное приложение, позволяющее людям, идущим на одно мероприятие, быть в курсе всех связанных с ним новостей.
В бизнес-инкубаторе предусмотрена бесплатная образовательная программа для всех, кому интересна область ИТ. Так, 25 ноября 2013 года на площадке Plug and Play Dagestan выступал известный российский предприниматель Федор Овчинников.
13-15 декабря 2013 года в бизнес-инкубаторе был реализован социальный проект для начинающих свой бизнес в сфере ИТ «Рабочие выходные Harvest». Заявки подали 107 человек, а в финальной презентации перед жюри из предпринимателей и инвесторов приняло участие 10 команд. Победителем стал проект Omniposter.
С 1 марта 2015 года Plug and Play Dagestan стал развиваться под брендом «ПЕРИ Инновации».